# French Open 1970
Wielkoszlemowy turniej tenisowy French Open w 1970 rozegrano w dniach 25 maja - 7 czerwca, na kortach im. Rolanda Garrosa w Paryżu.

## Zwycięzcy

### Gra pojedyncza mężczyzn
Jan Kodeš -  Željko Franulović 6–2, 6–4, 6–0

### Gra pojedyncza kobiet
Margaret Smith Court -  Helga Niessen Masthoff 6–2, 6–4

### Gra podwójna mężczyzn
Ilie Năstase /  Ion Țiriac -  Arthur Ashe /  Charlie Pasarell 6–2, 6–4, 6–3

### Gra podwójna kobiet
Gail Sherriff Chanfreau /  Françoise Durr -  Rosie Casals /  Billie Jean King 6–1, 3–6, 6–3

### Gra mieszana
Billie Jean King /  Bob Hewitt -  Françoise Durr /  Jean-Claude Barclay 3–6, 6–4, 6–2